# Daïra de Batna
Pour les articles homonymes, voir Batna (homonymie).
La daïra de Batna est une daïra d'Algérie située dans la wilaya de Batna et dont le chef-lieu est la ville éponyme de Batna.

## Localisation
La daïra est située au centre de la wilaya de Batna.

## Communes
La daïra est composéé de deux communes : Fesdis, Batna et Oued Chaaba.